# Parlament del Regne Unit
El Parlament del Regne Unit de la Gran Bretanya i Irlanda del Nord, també anomenat Parlament del Regne Unit, és la institució legislativa suprema del Regne Unit i dels Territoris Britànics d'Ultramar, els quals només tenen sobirania parlamentària. Al capdavant hi ha el sobirà del regne. És bicameral i, per tant, té una Cambra alta, anomenada Cambra dels Lords, i una Cambra baixa, la Cambra dels Comuns del Regne Unit.
La Cambra dels Lords està formada per dos tipus de membres: els Lords Espirituals o clergues sèniors de l'Església d'Anglaterra, i els Lords Temporals o membres de la noblesa. Els membres d'aquesta cambra són elegits per la noblesa, i abans eren càrrecs hereditaris, però en l'actualitat tan sols noranta-dos llocs són hereditaris. D'altra banda, els membres de la Cambra dels Comuns són elegits democràticament. La Cambra dels Lords i la Cambra dels Comuns es reuneixen al Palau de Westminster, a Londres; més concretament, a la ciutat de Westminster. Ho fan en salons separats, comunament coneguts com les Cambres del Parlament. Per convenció constitucional, tots els ministres de govern, incloent el Primer Ministre, són elegits des de la Cambra dels Comuns o de la Cambra dels Lords.
El Parlament es va desenvolupar a partir de l'antic concili que aconsellava al sobirà. En teoria, el poder no és del Parlament sinó de la Reina ("Queen-in-Parliament") o el Rei ("King-in-Parliament"). Sovint es diu que la Reina té autoritat sobirana, tanmateix aquesta posició és qüestionable. En els temps moderns, el poder real està en les eleccions democràtiques de les Cambra dels Comuns. El sobirà actua només com una figura decorativa i els poders de la Cambra dels Lords són molt limitats.
El Parlament Britànic és sovint anomenat la "Mare dels Parlaments", ja que els poders legislatius de moltes nacions –entre els quals destaquen els de la Commonwealth–, han adoptat aquest model. Tanmateix, aquesta és una frase de John Bright, qui va remarcar el 18 de gener de 1865 que "Anglaterra és la Mare dels Parlaments" en el context de donar suport a les demandes per als drets al vot en un país que havia iniciat el govern parlamentari.